# Рентные имения
Ре́нтные име́ния — форма земельной собственности, созданная в Пруссии законами 1866, 1890 и 1891 гг. Так называются земельные владения, которые переходят в собственность покупщика за уплату постоянной ежегодной ренты.
Созданная законом 1886 года «поселенческая комиссия» предоставляла земельные владения мелким крестьянам, которые ежегодно выплачивали за них ренту и имели право выкупа земли.